# The City & The City (Fernsehserie)
The City & The City ist eine vierteilige britische Science-Fiction-Krimiserie, die auf dem gleichnamigen Roman von China Miéville basiert. Die Erstausstrahlung war am 6. April 2018 auf BBC Two. In Deutschland lief die Miniserie erstmals ab dem 14. Dezember 2018 auf RTL Crime. Das Drehbuch stammt von Tony Grisoni, Regie führte Tom Shankland, produziert wurde sie von Mammoth Screen im Auftrag der BBC.

## Handlung
Die Städte Besźel und Ul Qoma befinden sich geografisch an exakt dem gleichen Ort, aber in parallelen Welten mit unterschiedlicher Kultur und Sprache. Zwischen ihnen gibt es Übergänge und die Einwohner mussten lernen die jeweils andere Stadt nicht zu sehen; es ist ihnen strengstens verboten. Kontrolliert wird das durch die Geheimorganisation Breach. Als in Besźel die Leiche einer ermordeten jungen Frau gefunden wird, die aus Ul Qoma stammt, übernimmt Inspector Tyador Borlú von der Extreme Crime Squad die Ermittlungen. Auf Besźels Seite unterstützt von Constable Corwi und auf der Seite Ul Qomas von Senior Detective Dhatt, gerät er immer tiefer in ein Netz aus politischen Intrigen und Geschäftsinteressen und immer mehr in Konflikt mit Breach. Er trifft dabei auch auf Anhänger der Theorie, dass es noch eine dritte Stadt zwischen den beiden Städten gibt: Orciny. Da auch seine vor sechs Jahren verschwundene Frau Katrynia an Orciny glaubte, verbinden sich Borlús Ermittlungen zunehmend mit dem Wunsch das Verschwinden seiner Frau zu klären.

## Besetzung und Synchronisation
Die deutschsprachige Synchronisation der Serie entstand bei der Synchronfirma Interopa Film GmbH, Berlin unter Dialogbuch von Sandra Poschenrieder und Dialogregie von Manuel Straube.
| Schauspieler      | Bild              | Rolle                  | Hauptrolle (Folgen) | Synchronsprecher   |
| ----------------- | ----------------- | ---------------------- | ------------------- | ------------------ |
| David Morrissey   | xxx               | Inspector Tyador Borlú | 1.01–1.04           | Stefan Gossler     |
| Lara Pulver       |                   | Katrynia Borlú         | 1.01–1.04           | Alexandra Wilcke   |
| Robert Firth      |                   | Mike Gorse             | 1.01–1.04           | Viktor Neumann     |
| Maria Schrader    | Maria Schrader    | Senior Detective Dhatt | 1.01–1.04           | Susanne von Medvey |
| Christian Camargo | Christian Camargo | Doctor Bowden          | 1.01–1.04           | Torsten Michaelis  |
| Paprika Steen     | Paprika Steen     | Professor Mona Ul-Nadi | 1.01–1.04           | Daniela Hoffmann   |
| Danny Webb        |                   | Major Syedr            | 1.01–1.04           | Lutz Schnell       |
| Ron Cook          |                   | Commissar Gadlem       | 1.01–1.04           | Lutz Mackensy      |
| Mandeep Dhillon   |                   | Constable Corwi        | 1.01–1.04           | Rubina Nath        |
| Dennis O’Donnell  |                   | Bewohner von Beszel    | 1.01–1.04           |                    |
| Graham Parrington |                   | Security Cop           | 1.01–1.04           |                    |
| Cokey Falkow      |                   | Shukman                |                     | Felix Würgler      |
| Michael Moshonov  |                   | Aikham Tsueh           |                     | David Brizzi       |

## Entstehungsgeschichte
Die Serie basiert auf dem Science-Fiction-Kriminalroman Die Stadt & Die Stadt (Originaltitel The City & The City) des britischen Autors China Miéville, der diesen vor allem als Geschenk für seine damals todkranke Mutter schrieb, die ein absolutes Faible für Polizeiarbeit hatte. The City & The City wurde im Mai 2009 bei Macmillan, London und in den USA bei Del Rey Books veröffentlicht. Im Jahr 2010 erschien der Roman in einer deutschen Übersetzung von Eva Bauche-Eppers bei Bastei Lübbe.
Der Roman erinnert an Kafka, Orwell und Philip K Dick. 2010 gewann Die Stadt & Die Stadt den Hugo Award. Der Autor sagte: „Es war faszinierend und bewegend, die Umsetzung vom Roman zum Drehbuch zu erleben, und mit Tony (Grisoni), Tom (Shankland) und allen anderen bei dieser Produktion zu arbeiten. Was sie machen, fühlt sich einerseits vertraut an, versetzt mich zurück in mein Buch, und ist doch ganz stark ihre eigene Schöpfung, die ich unbedingt erkunden will. Ich warte mit äußerster Ungeduld darauf.“

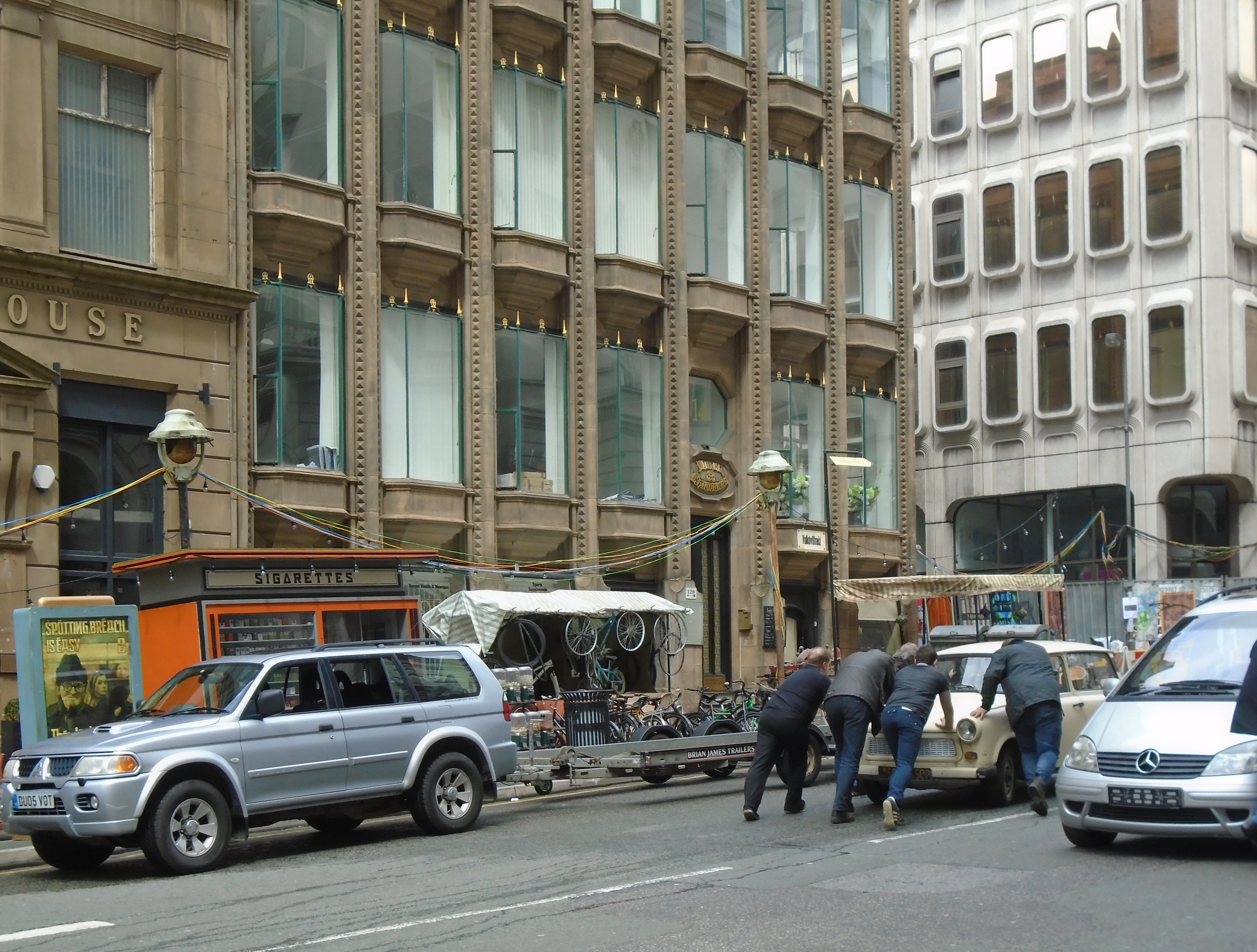
Im Mai 2017 fanden die Dreharbeiten in der Water Street in Liverpool statt

Regie führt Tom Shankland. Tony Grisoni adaptierte Miévilles Roman. Hauptdarsteller David Morrissey sagte: „ich bin erfreut, wieder mit dem brillanten Tony Grisoni an diesem aufregenden Projekt zu arbeiten. Ich bin ein großer Fan von China Miévilles Buch.“
Im April 2017 wurde bekannt, dass David Morrissey im Film die Hauptrolle von Inspector Tyador Borlú spielen wird. Weitere Rollen werden gespielt von Lara Pulver als Borlús Ehefrau Katrynia; Mandeep Dhillon als Constable Corwi von der Besźel Policzai; Maria Schrader als Senior Detective Dhatt von der Ul Qoma Militsya; Ron Cook als Borlús Vorgesetzter Kommissar Gadlem; Danny Webb als extrem rechts-nationalistischer Politiker Major Syedr und Christian Camargo als Doctor Bowden, ein amerikanischer Akademiker.
Die Dreharbeiten fanden in Manchester und in Liverpool statt, so im Mai 2017 in der Water Street.
Die Musik für die Serie wurde von Dominik Scherrer komponiert. Der Soundtrack soll am 6. April 2018 von Dubois Records als Download veröffentlicht werden.
Die vier Folgen der bislang einzigen geplanten Staffel wurden ab dem 6. April 2018 erstmals bei BBC Two gezeigt.

## Episodenliste
| Nr. | Deutscher Titel | Originaltitel | Erstausstrahlung | Deutschsprachige Erstausstrahlung (—) | Regie         | Drehbuch     | Zuschauer (UK) |
| --- | --------------- | ------------- | ---------------- | ------------------------------------- | ------------- | ------------ | -------------- |
| 1   | Besźel          | Besźel        | 6. Apr. 2018     | 14. Dez. 2018                         | Tom Shankland | Tony Grisoni | —              |
| —   |                 |               |                  |                                       |               |              |                |
| 2   | Ul Qoma         | Ul Qoma       | 13. Apr. 2018    | 21. Dez. 2018                         | Tom Shankland | Tony Grisoni | —              |
| —   |                 |               |                  |                                       |               |              |                |
| 3   | Orciny          | Orciny        | 20. Apr. 2018    | 28. Dez. 2018                         | Tom Shankland | Tony Grisoni | —              |
| —   |                 |               |                  |                                       |               |              |                |
| 4   | Ahndung         | Breach        | 27. Apr. 2018    | 4. Jan. 2019                          | Tom Shankland | Tony Grisoni | —              |
| —   |                 |               |                  |                                       |               |              |                |